# Leucochloron foederale
Leucochloron foederale é uma espécie vegetal da família Fabaceae.
Apenas pode ser encontrada no Brasil.